# Place Lesseps (Barcelone)
Pour les articles homonymes, voir Lesseps.
La place de Lesseps (en catalan : plaça de Lesseps) est une place publique de Barcelone, en Espagne.

## Situation
La place est située à la limite entre les arrondissements de Gràcia et Sarrià-Sant Gervasi, en bas de l'avenue de Vallcarca. Elle est constituée principalement d'une zone piétonnière  arborée, encadrée par des voies de circulation.

## Histoire
Avant 1895, la place était surnommée « Josepets » (Joséphiens) du nom de l'église attenante à un couvent de carmélites sur la place.
Depuis cette date, elle est dédiée à Ferdinand de Lesseps, consul de France à Barcelone de 1842 à 1848 et entrepreneur connu par avoir fait construire les canaux de Suez et de Panama. Son domicile était situé dans une villa proche de la place. Il est intervenu en faveur de la ville lors des bombardements de Juan Van Halen en 1842.
La place est transformée dans les années 1950 pour y annexer l'ancienne place de la Croix (plaça de la Creu). Par la suite, elle fait l'objet de divers aménagements, les derniers datant de 2005.

## Monuments
- L'église des Joséphins s'élève à l'ouest, le long de l'avenue de la République argentine. Construite entre 1658 et 1687, elle est l'unique bâtiment subsistant de l'ancien couvent des Carmes déchaux, supprimé en 1814 et détruit en 1837[1].

- Les maisons Ramos sont un ensemble d'habitations de style moderniste construit en 1906 par Jaume Torres i Grau sur le côté sud de la place.

- La bibliothèque Jaume Fuster s'élève au nord dans la partie haute de la place. Inaugurée en 2003, elle porte le nom de l'écrivain catalan Jaume Fuster i Guillemó (1945-1998)[2].

## Transports
La place est desservie par la station Lesseps de la ligne 3 du métro.

## Galerie d'images

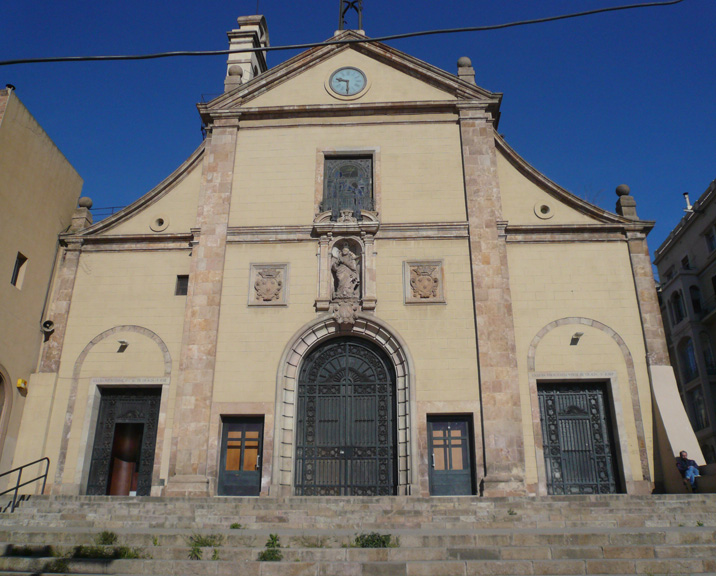
L'église des Joséphins.
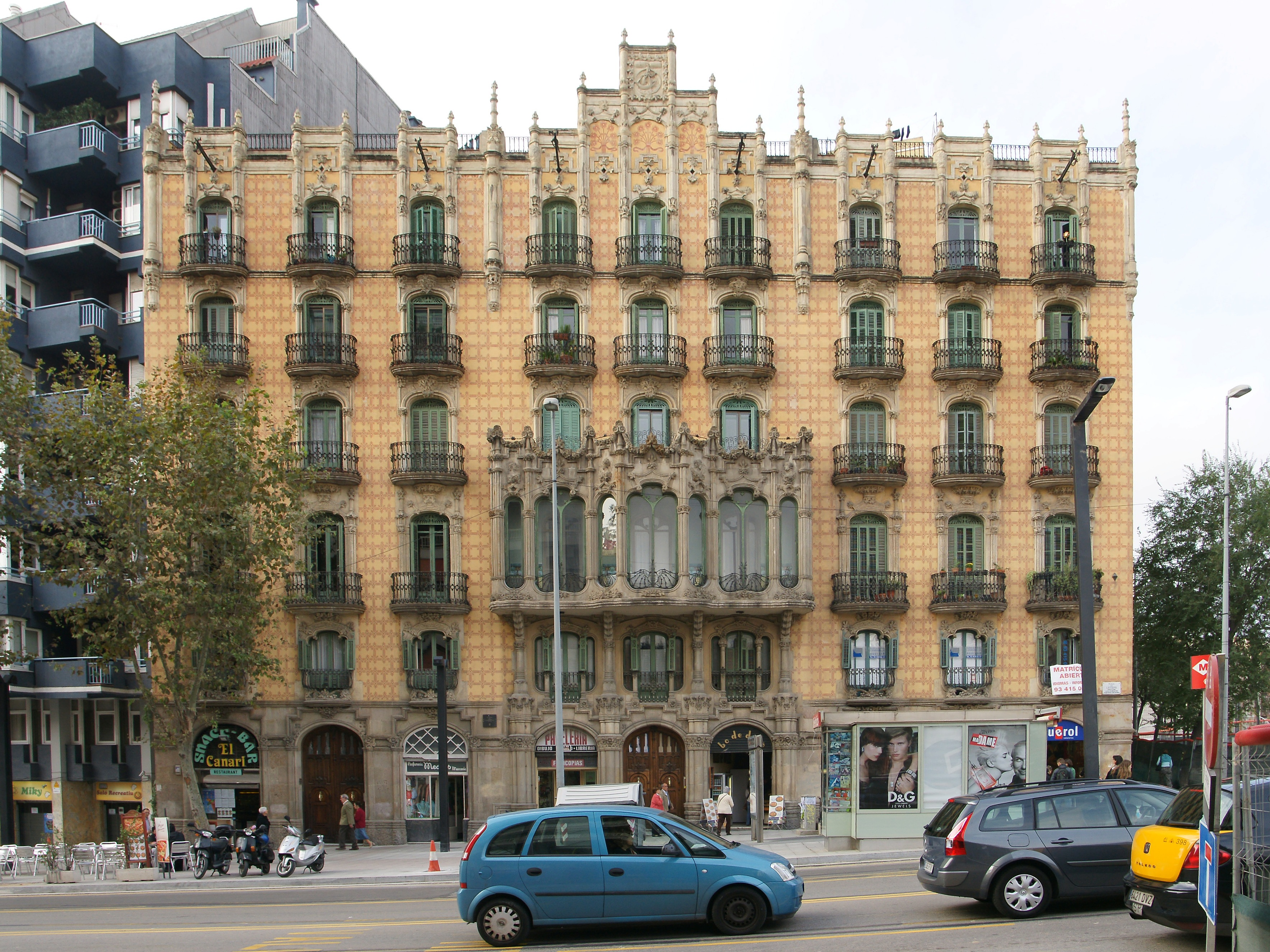
Maison Ramos (1906)
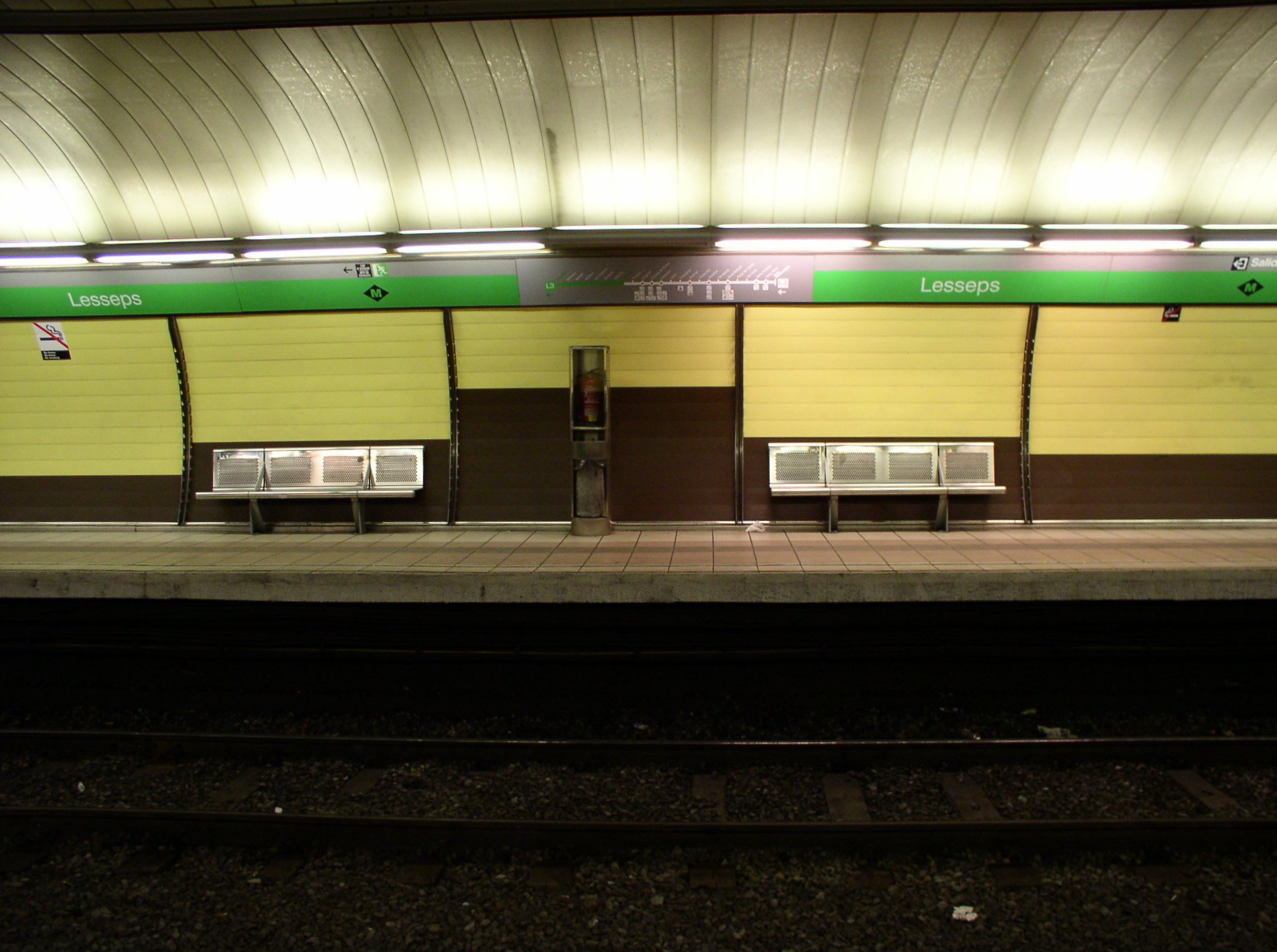
Métro L3, station Lesseps.
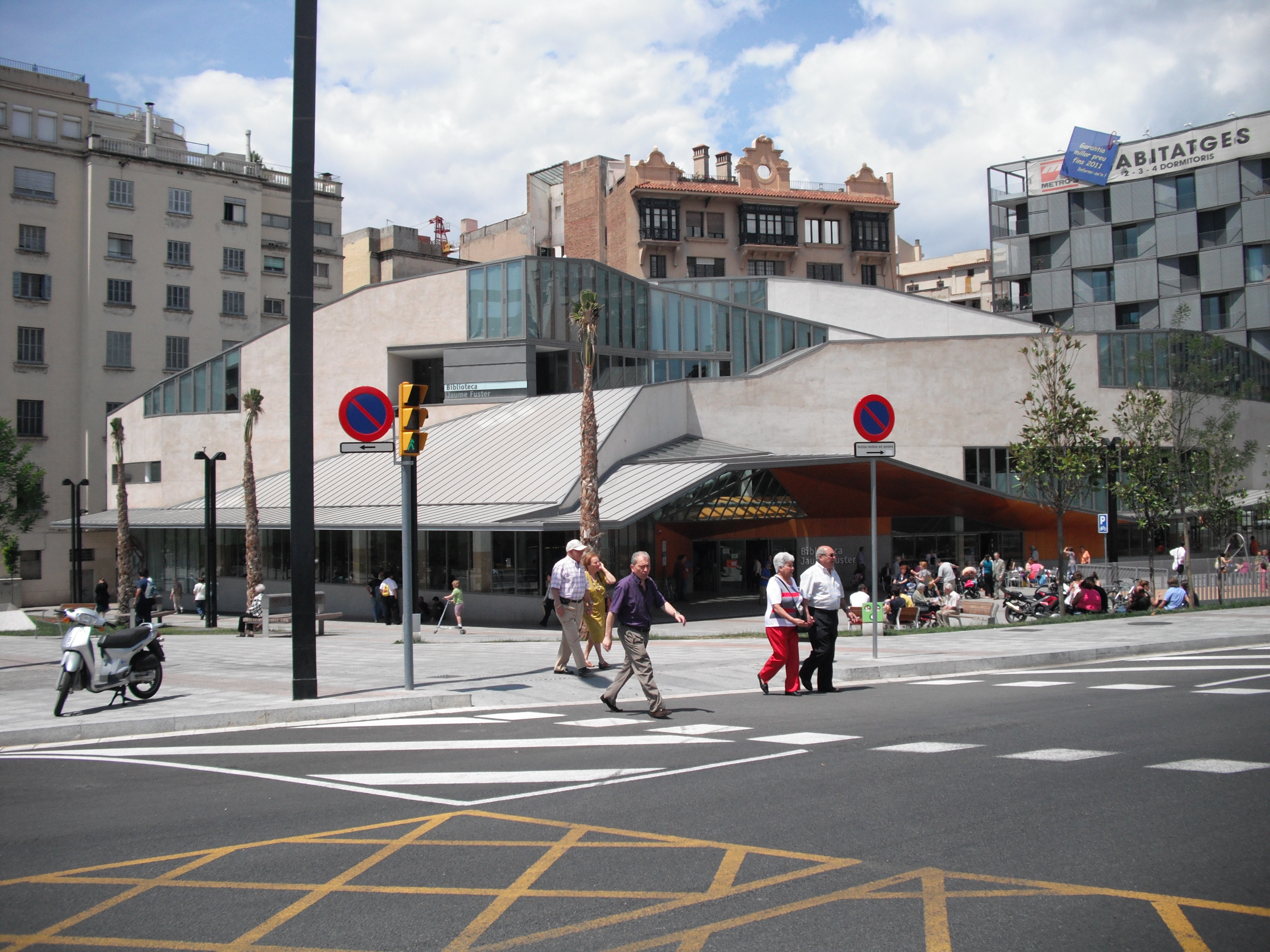
Bibliothèque Jaume Fuster (2005)